# Bladersbach
Bladersbach ist eine Ortschaft in der Stadt Waldbröl im Oberbergischen Kreis im südlichen Nordrhein-Westfalen (Deutschland) innerhalb des Regierungsbezirks Köln.

## Lage und Beschreibung
Der Ort liegt 5,2 Kilometer südwestlich des Stadtzentrums von Waldbröl.

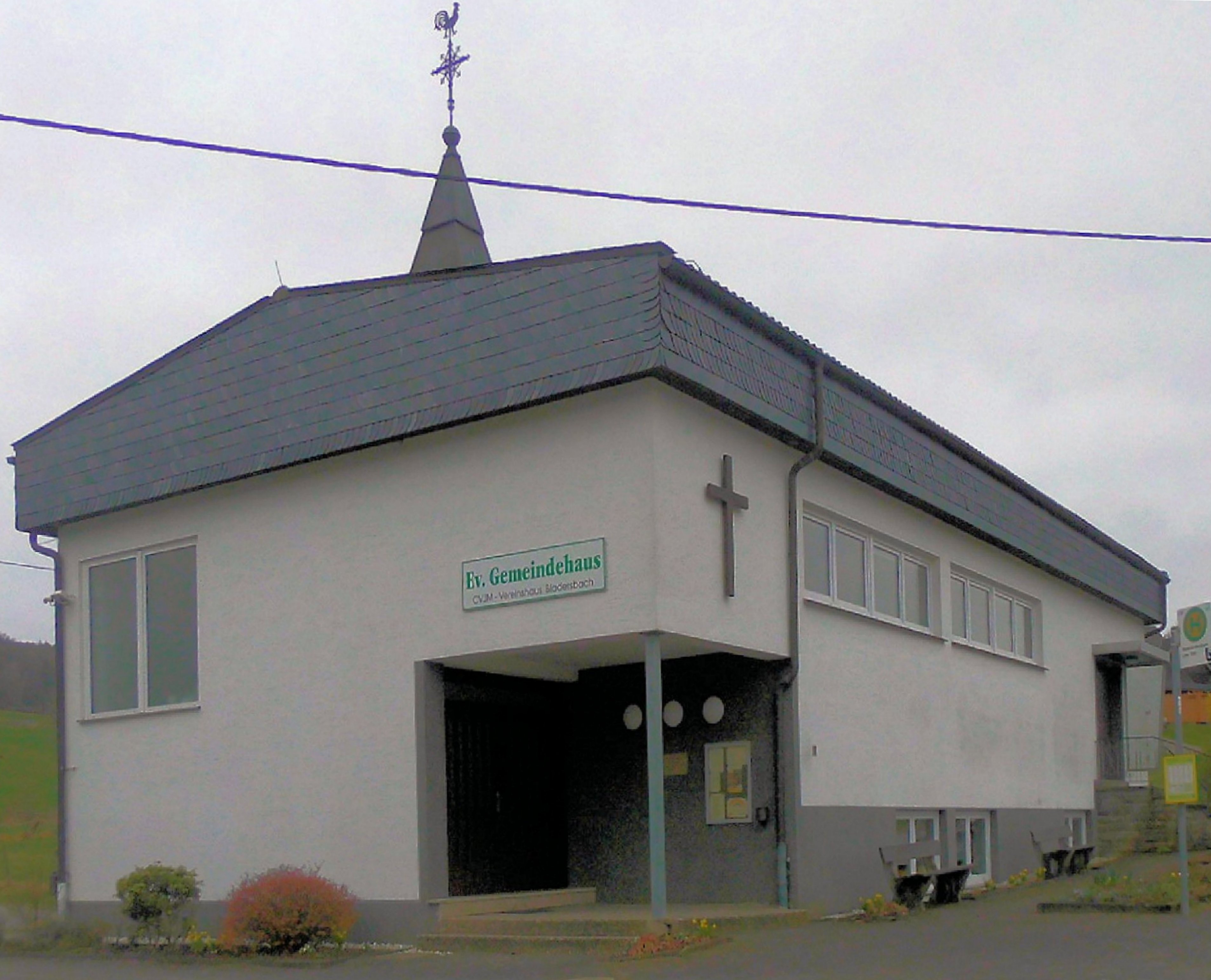
Evangelisches Gemeindehaus und CVJM-Vereinshaus
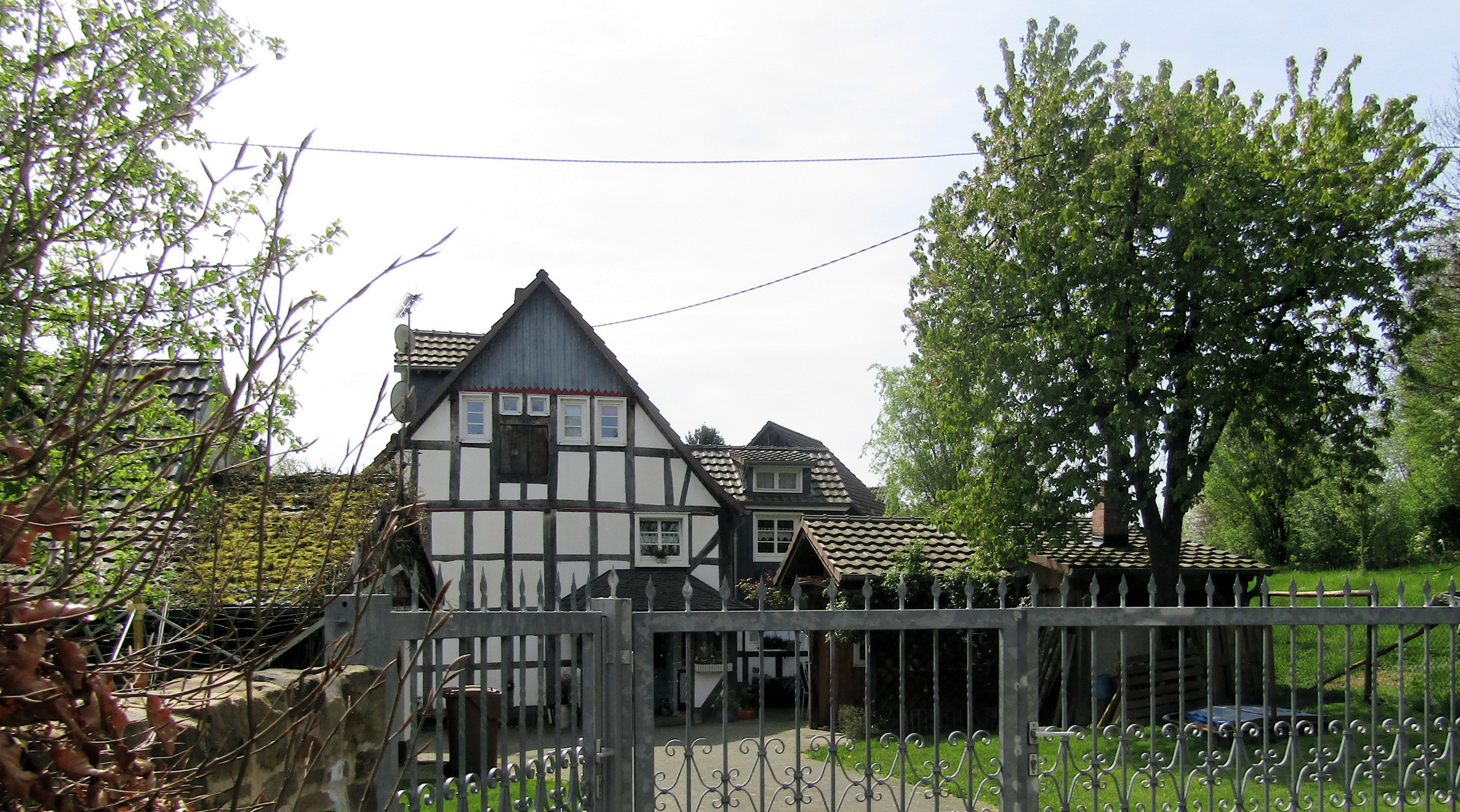
Denkmalgeschütztes Fachwerkhaus Ährenweg 8

## Geschichte
1316  wurde der Ort das erste Mal urkundlich erwähnt und zwar "Teilung der Leute von Nümbrecht".
Die Schreibweise der Erstnennung war Bladersbach.

## Freizeit

### Wander- und Radwege
Der Wanderweg A3 führt von Ziegenhardt kommend durch Bladersbach.

### Vereinswesen
- Friedhofsverein Bladersbach
- Gemischter Chor Bladersbach
- CVJM Bladersbach

## Bus- und Bahnverbindungen

### Linienbus
Haltestellen: Bladersbach, Niederbladersbach
- Linie 530 (Waldbröl ↔ Hennef Bf.)